# Collegio elettorale di Imperia (Senato della Repubblica)
Il collegio di Imperia fu un collegio elettorale uninominale della Repubblica Italiana appartenente alla circoscrizione Liguria; fu utilizzato per eleggere un senatore della Repubblica dalla I alla XI legislatura.

## Storia
Il collegio venne creato nel 1948 secondo la legge n. 29 del 6 febbraio 1948 la quale, pur basandosi sull'impianto proporzionale in vigore per la Camera, rispetto a quest'ultima conteneva alcuni piccoli correttivi in senso maggioritario. Tale legge ebbe il suo definitivo perfezionamento col Testo Unico n°361 del 1957. Differentemente dalla Camera, la legge elettorale del Senato si articolava su base regionale, seguendo il dettato costituzionale (art.57). Ogni Regione era suddivisa in tanti collegi uninominali quanti erano i seggi ad essa assegnati. All'interno di ciascun collegio, veniva eletto il candidato che avesse raggiunto il quorum del 65% delle preferenze: tale soglia, oggettivamente di difficilissimo conseguimento, tradiva l'impianto proporzionale su cui era concepito anche il sistema elettorale della Camera Alta. Qualora, come normalmente avveniva, nessun candidato avesse conseguito l'elezione, i voti di tutti i candidati venivano raggruppati in liste di partito a livello regionale, dove i seggi venivano allocati utilizzando il metodo D'Hondt delle maggiori medie statistiche e quindi, all'interno di ciascuna lista, venivano dichiarati eletti i candidati con le migliori percentuali di preferenza.
Il collegio di Imperia venne abolito nel 1993, con la cosiddetta Legge Mattarella (Legge n. 276, Norme per l'elezione del Senato della Repubblica), attuata in seguito al referendum abrogativo del 1993, quando venne istituito per la Camera dei deputati e per il Senato della Repubblica un sistema di elezione misto, in parte maggioritario e in parte proporzionale. Il 75% dei parlamentari dell'assemblea veniva eletto in collegi uninominali tramite sistema maggioritario a turno unico; il restante 25% al Senato veniva eletto tramite recupero proporzionale dei più votati non eletti attraverso un meccanismo di calcolo denominato "scorporo", cioè sottraendo dal conteggio dei voti totali di una lista nella parte proporzionale i voti ottenuti dai candidati collegati alla medesima lista che erano eletti nei collegi uninominali con il sistema maggioritario.

## Territorio
Il collegio di Imperia era uno degli 8 collegi uninominali in cui era suddivisa la Liguria; era compreso nelle province di Imperia e di Savona e comprendeva i seguenti comuni: Airole, Alassio, Albenga, Andora, Apricale, Aquila d'Arroscia, Armo, Arnasco, Aurigo, Badalucco, Bajardo, Bordighera, Borghetto d'Arroscia, Borgomaro, Camporosso, Caravonica, Carpasio, Casanova Lerrone,, Castel Vittorio, Castellaro, Ceriana, Cervo, Cesio, Chiusanico, Chiusavecchia, Cipressa, Civezza, Cosio di Arroscia, Costarainera, Diano Arentino, Diano Castello, Diano Marina, Diano San Pietro, Dolceacqua, Dolcedo, Garlenda, Imperia, Isolabona, Laigueglia, Lucinasco, Mendatica, Molini di Triora, Montalto Ligure, Montegrosso Pian Latte, Olivetta San Michele, Onzo, Ortovero, Ospedaletti, Perinaldo, Pietrabruna, Pieve di Teco, Pigna, Pompeiana, Pontedassio, Pornassio, Prelà, Ranzo, Rezzo, Riva Ligure, Rocchetta Nervina, San Bartolomeo al Mare, San Biagio della Cima, San Lorenzo al Mare, Sanremo, Santo Stefano al Mare, Seborga, Soldano, Stellanello, Taggia, Terzorio, Testico, Triora, Vallebona, Vallecrosia, Vasia, Vendone, Ventimiglia, Vessalico, Villa Faraldi e Villanova d'Albenga.

## Dati elettorali

### I legislatura
|                                                                                | Settimio Bruna ✔️ Eletto           | Democrazia Cristiana        | 60 357  | 53,60 |  |  |  |  |  |
|                                                                                | Donato Bruna                       | Fronte Democratico Popolare | 27 891  | 24,77 |  |  |  |  |  |
|                                                                                | Giovanni Secondo Anfossi ✔️ Eletto | Unità Socialista            | 21 474  | 19,07 |  |  |  |  |  |
|                                                                                | Roberto Agosti                     | Blocco Nazionale            | 2 885   | 2,56  |  |  |  |  |  |
| Totale                                                                         | Totale                             | Totale                      | 112 607 | 100   |  |  |  |  |  |
|                                                                                |                                    |                             |         |       |  |  |  |  |  |
| Voti non validi                                                                | Voti non validi                    | Voti non validi             | 5 378   | 4,56  |  |  |  |  |  |
| Votanti                                                                        | Votanti                            | Votanti                     | 117 985 | 89,09 |  |  |  |  |  |
| Elettori                                                                       | Elettori                           | Elettori                    | 132 436 |       |  |  |  |  |  |
|                                                                                |                                    |                             |         |       |  |  |  |  |  |
| Nota: quorum del 65% non raggiunto; ripartizione dei seggi a livello regionale |                                    |                             |         |       |  |  |  |  |  |
| Data: 18 aprile 1948                                                           |                                    |                             |         |       |  |  |  |  |  |
| Fonte: Ministero dell'interno                                                  |                                    |                             |         |       |  |  |  |  |  |

### II legislatura
|                                                                                | Settimio Bruna ✔️ Eletto | Democrazia Cristiana                                      | 55 037  | 45,97 |  |  |  |  |  |
|                                                                                | Francesco Abbo           | Partito Comunista Italiano                                | 23 672  | 19,77 |  |  |  |  |  |
|                                                                                | Marco Donzella           | Partito Socialista Italiano                               | 12 453  | 10,40 |  |  |  |  |  |
|                                                                                | Giovanni Secondo Anfossi | Partito Socialista Democratico Italiano                   | 11 951  | 9,98  |  |  |  |  |  |
|                                                                                | Ernesto Parodi           | Movimento Sociale Italiano                                | 7 021   | 5,86  |  |  |  |  |  |
|                                                                                | Santino Durante          | Partito Nazionale Monarchico                              | 6 156   | 5,14  |  |  |  |  |  |
|                                                                                | Giuseppe De André        | Partito Liberale Italiano - Partito Repubblicano Italiano | 2 115   | 1,77  |  |  |  |  |  |
|                                                                                | Raffaello Monti          | Alleanza Democratica Nazionale                            | 759     | 0,63  |  |  |  |  |  |
|                                                                                | Gerolamo Assereto        | Unità Popolare                                            | 553     | 0,46  |  |  |  |  |  |
| Totale                                                                         | Totale                   | Totale                                                    | 119 717 | 100   |  |  |  |  |  |
|                                                                                |                          |                                                           |         |       |  |  |  |  |  |
| Voti non validi                                                                | Voti non validi          | Voti non validi                                           | 6 029   | 4,79  |  |  |  |  |  |
| Votanti                                                                        | Votanti                  | Votanti                                                   | 125 746 | 92,73 |  |  |  |  |  |
| Elettori                                                                       | Elettori                 | Elettori                                                  | 135 608 |       |  |  |  |  |  |
|                                                                                |                          |                                                           |         |       |  |  |  |  |  |
| Nota: quorum del 65% non raggiunto; ripartizione dei seggi a livello regionale |                          |                                                           |         |       |  |  |  |  |  |
| Data: 7 giugno 1953                                                            |                          |                                                           |         |       |  |  |  |  |  |
| Fonte: Ministero dell'interno                                                  |                          |                                                           |         |       |  |  |  |  |  |

### III legislatura
|                                                                                | Raul Zaccari ✔️ Eletto | Democrazia Cristiana                    | 64 476  | 48,44 |  |  |  |  |  |
|                                                                                | Goffredo Alterisio     | Partito Comunista Italiano              | 25 216  | 18,94 |  |  |  |  |  |
|                                                                                | Giulio Giraud          | Partito Socialista Italiano             | 14 940  | 11,22 |  |  |  |  |  |
|                                                                                | Bruno Serrati          | Partito Socialista Democratico Italiano | 11 123  | 8,36  |  |  |  |  |  |
|                                                                                | Giuseppe Gonella       | Movimento Sociale Italiano              | 4 657   | 3,50  |  |  |  |  |  |
|                                                                                | Giovanni Bobba         | PRI - Partito Radicale                  | 3 793   | 2,85  |  |  |  |  |  |
|                                                                                | Aldo Moro              | Partito Liberale Italiano               | 3 581   | 2,69  |  |  |  |  |  |
|                                                                                | Renato Rinaldi         | Partito Nazionale Monarchico            | 2 631   | 1,98  |  |  |  |  |  |
|                                                                                | Santino Durante        | Partito Monarchico Popolare             | 2 436   | 1,83  |  |  |  |  |  |
|                                                                                | Alfonso Pugliese       | Comunità                                | 262     | 0,20  |  |  |  |  |  |
| Totale                                                                         | Totale                 | Totale                                  | 133 115 | 100   |  |  |  |  |  |
|                                                                                |                        |                                         |         |       |  |  |  |  |  |
| Voti non validi                                                                | Voti non validi        | Voti non validi                         | 7 620   | 5,41  |  |  |  |  |  |
| Votanti                                                                        | Votanti                | Votanti                                 | 140 735 | 94,28 |  |  |  |  |  |
| Elettori                                                                       | Elettori               | Elettori                                | 149 266 |       |  |  |  |  |  |
|                                                                                |                        |                                         |         |       |  |  |  |  |  |
| Nota: quorum del 65% non raggiunto; ripartizione dei seggi a livello regionale |                        |                                         |         |       |  |  |  |  |  |
| Data: 25 maggio 1958                                                           |                        |                                         |         |       |  |  |  |  |  |
| Fonte: Ministero dell'interno                                                  |                        |                                         |         |       |  |  |  |  |  |

### IV legislatura
|                                                                                | Raul Zaccari ✔️ Eletto     | Democrazia Cristiana                    | 60 195  | 40,59 |  |  |  |  |  |
|                                                                                | N. Surico                  | Partito Comunista Italiano              | 34 178  | 23,05 |  |  |  |  |  |
|                                                                                | B. Caretti                 | Partito Socialista Italiano             | 17 751  | 11,97 |  |  |  |  |  |
|                                                                                | G. Rovere                  | Partito Liberale Italiano               | 15 165  | 10,23 |  |  |  |  |  |
|                                                                                | Vincenzo Cassini ✔️ Eletto | Partito Socialista Democratico Italiano | 14 197  | 9,57  |  |  |  |  |  |
|                                                                                | E. Bosso                   | MSI - PDIUM                             | 6 810   | 4,59  |  |  |  |  |  |
| Totale                                                                         | Totale                     | Totale                                  | 148 296 | 100   |  |  |  |  |  |
|                                                                                |                            |                                         |         |       |  |  |  |  |  |
| Voti non validi                                                                | Voti non validi            | Voti non validi                         | 10 093  | 6,37  |  |  |  |  |  |
| Votanti                                                                        | Votanti                    | Votanti                                 | 158 389 | 93,63 |  |  |  |  |  |
| Elettori                                                                       | Elettori                   | Elettori                                | 169 157 |       |  |  |  |  |  |
|                                                                                |                            |                                         |         |       |  |  |  |  |  |
| Nota: quorum del 65% non raggiunto; ripartizione dei seggi a livello regionale |                            |                                         |         |       |  |  |  |  |  |
| Data: 28 aprile 1963                                                           |                            |                                         |         |       |  |  |  |  |  |
| Fonte: Ministero dell'interno                                                  |                            |                                         |         |       |  |  |  |  |  |

### V legislatura
|                                                                                | Raul Zaccari ✔️ Eletto | Democrazia Cristiana          | 64 430  | 40,89 |  |  |  |  |  |
|                                                                                | A. Donzella            | PCI - PSIUP                   | 42 133  | 26,74 |  |  |  |  |  |
|                                                                                | T. Ascheri             | PSI-PSDI Unificati            | 27 200  | 17,26 |  |  |  |  |  |
|                                                                                | G. Rovere              | Partito Liberale Italiano     | 15 919  | 10,10 |  |  |  |  |  |
|                                                                                | G. Rolandino           | Movimento Sociale Italiano    | 5 432   | 3,45  |  |  |  |  |  |
|                                                                                | G. Leone               | Partito Repubblicano Italiano | 2 436   | 1,55  |  |  |  |  |  |
| Totale                                                                         | Totale                 | Totale                        | 157 550 | 100   |  |  |  |  |  |
|                                                                                |                        |                               |         |       |  |  |  |  |  |
| Voti non validi                                                                | Voti non validi        | Voti non validi               | 11 099  | 6,58  |  |  |  |  |  |
| Votanti                                                                        | Votanti                | Votanti                       | 168 649 | 93,15 |  |  |  |  |  |
| Elettori                                                                       | Elettori               | Elettori                      | 181 052 |       |  |  |  |  |  |
|                                                                                |                        |                               |         |       |  |  |  |  |  |
| Nota: quorum del 65% non raggiunto; ripartizione dei seggi a livello regionale |                        |                               |         |       |  |  |  |  |  |
| Data: 19 maggio 1968                                                           |                        |                               |         |       |  |  |  |  |  |
| Fonte: Ministero dell'interno                                                  |                        |                               |         |       |  |  |  |  |  |

### VI legislatura
|                                                                                | Raul Zaccari ✔️ Eletto | Democrazia Cristiana                    | 67 088  | 39,87 |  |  |  |  |  |
|                                                                                | Nedo Canetti ✔️ Eletto | PCI - PSIUP                             | 42 646  | 25,35 |  |  |  |  |  |
|                                                                                | R. Ferrero             | Partito Socialista Italiano             | 17 949  | 10,67 |  |  |  |  |  |
|                                                                                | G. Rovere              | Partito Liberale Italiano               | 13 976  | 8,31  |  |  |  |  |  |
|                                                                                | E. Bosso               | Movimento Sociale Italiano              | 11 346  | 6,74  |  |  |  |  |  |
|                                                                                | G. Di Benedetto        | Partito Socialista Democratico Italiano | 9 482   | 5,64  |  |  |  |  |  |
|                                                                                | P. Donato              | Partito Repubblicano Italiano           | 5 768   | 3,43  |  |  |  |  |  |
| Totale                                                                         | Totale                 | Totale                                  | 168 255 | 100   |  |  |  |  |  |
|                                                                                |                        |                                         |         |       |  |  |  |  |  |
| Voti non validi                                                                | Voti non validi        | Voti non validi                         | 9 761   | 5,48  |  |  |  |  |  |
| Votanti                                                                        | Votanti                | Votanti                                 | 178 016 | 94,22 |  |  |  |  |  |
| Elettori                                                                       | Elettori               | Elettori                                | 188 929 |       |  |  |  |  |  |
|                                                                                |                        |                                         |         |       |  |  |  |  |  |
| Nota: quorum del 65% non raggiunto; ripartizione dei seggi a livello regionale |                        |                                         |         |       |  |  |  |  |  |
| Data: 7 maggio 1972                                                            |                        |                                         |         |       |  |  |  |  |  |
| Fonte: Ministero dell'interno                                                  |                        |                                         |         |       |  |  |  |  |  |

### VII legislatura
|                                                                                | Aldo Amadeo ✔️ Eletto | Democrazia Cristiana        | 69 546  | 40,00 |  |  |  |  |  |
|                                                                                | Nedo Canetti          | Partito Comunista Italiano  | 57 245  | 32,93 |  |  |  |  |  |
|                                                                                | Agostino Donzella     | Partito Socialista Italiano | 19 165  | 11,02 |  |  |  |  |  |
|                                                                                | Antonio Berta         | PLI - PRI - PSDI            | 15 691  | 9,03  |  |  |  |  |  |
|                                                                                | Sergio Rovere         | Movimento Sociale Italiano  | 9 780   | 5,63  |  |  |  |  |  |
|                                                                                | Silvano Bella         | Partito Radicale            | 2 433   | 1,40  |  |  |  |  |  |
| Totale                                                                         | Totale                | Totale                      | 173 860 | 100   |  |  |  |  |  |
|                                                                                |                       |                             |         |       |  |  |  |  |  |
| Voti non validi                                                                | Voti non validi       | Voti non validi             | 7 953   | 4,37  |  |  |  |  |  |
| Votanti                                                                        | Votanti               | Votanti                     | 181 813 | 94,13 |  |  |  |  |  |
| Elettori                                                                       | Elettori              | Elettori                    | 193 157 |       |  |  |  |  |  |
|                                                                                |                       |                             |         |       |  |  |  |  |  |
| Nota: quorum del 65% non raggiunto; ripartizione dei seggi a livello regionale |                       |                             |         |       |  |  |  |  |  |
| Data: 20 giugno 1976                                                           |                       |                             |         |       |  |  |  |  |  |
| Fonte: Ministero dell'interno                                                  |                       |                             |         |       |  |  |  |  |  |

### VIII legislatura
|                                                                                | Aldo Amadeo ✔️ Eletto  | Democrazia Cristiana                         | 63 552  | 37,79 |  |  |  |  |  |
|                                                                                | Nedo Canetti ✔️ Eletto | Partito Comunista Italiano                   | 48 968  | 29,12 |  |  |  |  |  |
|                                                                                | E. Crespi              | Partito Socialista Italiano                  | 20 428  | 12,15 |  |  |  |  |  |
|                                                                                | Mario Rossi            | Partito Socialista Democratico Italiano      | 7 826   | 4,65  |  |  |  |  |  |
|                                                                                | Cesco Giulio Baghino   | Movimento Sociale Italiano                   | 7 226   | 4,30  |  |  |  |  |  |
|                                                                                | N. Temesio             | Partito Repubblicano Italiano                | 6 725   | 4,00  |  |  |  |  |  |
|                                                                                | Pietro Bucalossi       | Partito Liberale Italiano                    | 6 591   | 3,92  |  |  |  |  |  |
|                                                                                | F. Esposito            | Partito Radicale                             | 5 755   | 3,42  |  |  |  |  |  |
|                                                                                | B. Campi               | Costituente di Destra - Democrazia Nazionale | 1 082   | 0,64  |  |  |  |  |  |
| Totale                                                                         | Totale                 | Totale                                       | 168 153 | 100   |  |  |  |  |  |
|                                                                                |                        |                                              |         |       |  |  |  |  |  |
| Voti non validi                                                                | Voti non validi        | Voti non validi                              | 12 160  | 6,74  |  |  |  |  |  |
| Votanti                                                                        | Votanti                | Votanti                                      | 180 313 | 91,45 |  |  |  |  |  |
| Elettori                                                                       | Elettori               | Elettori                                     | 197 164 |       |  |  |  |  |  |
|                                                                                |                        |                                              |         |       |  |  |  |  |  |
| Nota: quorum del 65% non raggiunto; ripartizione dei seggi a livello regionale |                        |                                              |         |       |  |  |  |  |  |
| Data: 3 giugno 1979                                                            |                        |                                              |         |       |  |  |  |  |  |
| Fonte: Ministero dell'interno                                                  |                        |                                              |         |       |  |  |  |  |  |

### IX legislatura
|                                                                                | Nicola Signorello ✔️ Eletto | Democrazia Cristiana                                                | 53 557  | 33,73 |  |  |  |  |  |
|                                                                                | Nedo Canetti ✔️ Eletto      | Partito Comunista Italiano                                          | 45 179  | 28,46 |  |  |  |  |  |
|                                                                                | Giuseppe Lanza              | Partito Socialista Italiano                                         | 15 438  | 9,72  |  |  |  |  |  |
|                                                                                | Mario Rossi                 | Partito Liberale Italiano - Partito Socialista Democratico Italiano | 12 248  | 7,71  |  |  |  |  |  |
|                                                                                | Carlo Ratto                 | Movimento Sociale Italiano                                          | 11 803  | 7,43  |  |  |  |  |  |
|                                                                                | Marcello Capponi            | Partito Repubblicano Italiano                                       | 11 174  | 7,04  |  |  |  |  |  |
|                                                                                | Lucio Martelli              | Partito Radicale                                                    | 4 129   | 2,60  |  |  |  |  |  |
|                                                                                | Angelo Franciosi            | Lista per Trieste                                                   | 2 762   | 1,74  |  |  |  |  |  |
|                                                                                | Giovanni Trombetta          | Democrazia Proletaria                                               | 2 482   | 1,56  |  |  |  |  |  |
| Totale                                                                         | Totale                      | Totale                                                              | 158 772 | 100   |  |  |  |  |  |
|                                                                                |                             |                                                                     |         |       |  |  |  |  |  |
| Voti non validi                                                                | Voti non validi             | Voti non validi                                                     | 19 085  | 10,73 |  |  |  |  |  |
| Votanti                                                                        | Votanti                     | Votanti                                                             | 177 857 | 89,09 |  |  |  |  |  |
| Elettori                                                                       | Elettori                    | Elettori                                                            | 199 641 |       |  |  |  |  |  |
|                                                                                |                             |                                                                     |         |       |  |  |  |  |  |
| Nota: quorum del 65% non raggiunto; ripartizione dei seggi a livello regionale |                             |                                                                     |         |       |  |  |  |  |  |
| Data: 26 giugno 1983                                                           |                             |                                                                     |         |       |  |  |  |  |  |
| Fonte: Ministero dell'interno                                                  |                             |                                                                     |         |       |  |  |  |  |  |

### X legislatura
|                                                                                | Lorenzo Acquarone ✔️ Eletto | Democrazia Cristiana          | 57 440  | 35,39 |  |  |  |  |  |
|                                                                                | F. Rum                      | Partito Comunista Italiano    | 44 275  | 27,28 |  |  |  |  |  |
|                                                                                | Massimo Teodori             | PSI - PSDI - PR               | 23 452  | 14,45 |  |  |  |  |  |
|                                                                                | F. Martinozzi               | Movimento Sociale Italiano    | 11 860  | 7,31  |  |  |  |  |  |
|                                                                                | G. Ghiglione                | Partito Repubblicano Italiano | 7 636   | 4,70  |  |  |  |  |  |
|                                                                                | Pietro Lazagna              | Lista Verde                   | 5 865   | 3,61  |  |  |  |  |  |
|                                                                                | U. Sottocasa                | Partito Liberale Italiano     | 5 758   | 3,55  |  |  |  |  |  |
|                                                                                | G. Pianese                  | Democrazia Proletaria         | 3 062   | 1,89  |  |  |  |  |  |
|                                                                                | Alberto Franciosi           | Liga Veneta-Pensionati Uniti  | 2 449   | 1,51  |  |  |  |  |  |
|                                                                                | A. Coxe                     | Alleanza Popolare Pensionati  | 510     | 0,31  |  |  |  |  |  |
| Totale                                                                         | Totale                      | Totale                        | 162 307 | 100   |  |  |  |  |  |
|                                                                                |                             |                               |         |       |  |  |  |  |  |
| Voti non validi                                                                | Voti non validi             | Voti non validi               | 15 602  | 8,77  |  |  |  |  |  |
| Votanti                                                                        | Votanti                     | Votanti                       | 177 909 | 87,98 |  |  |  |  |  |
| Elettori                                                                       | Elettori                    | Elettori                      | 202 209 |       |  |  |  |  |  |
|                                                                                |                             |                               |         |       |  |  |  |  |  |
| Nota: quorum del 65% non raggiunto; ripartizione dei seggi a livello regionale |                             |                               |         |       |  |  |  |  |  |
| Data: 14 giugno 1987                                                           |                             |                               |         |       |  |  |  |  |  |
| Fonte: Ministero dell'interno                                                  |                             |                               |         |       |  |  |  |  |  |

### XI legislatura
|                                                                                | Lorenzo Acquarone ✔️ Eletto | Democrazia Cristiana                    | 41 869  | 25,30 |  |  |  |  |  |
|                                                                                | Andrea Guglieri ✔️ Eletto   | Lega Lombarda                           | 29 302  | 17,70 |  |  |  |  |  |
|                                                                                | Mario Donato                | Partito Socialista Italiano             | 19 601  | 11,84 |  |  |  |  |  |
|                                                                                | Carlo Barillà               | Partito Democratico della Sinistra      | 18 058  | 10,91 |  |  |  |  |  |
|                                                                                | Carla Aiuti Castagno        | Partito della Rifondazione Comunista    | 12 208  | 7,38  |  |  |  |  |  |
|                                                                                | Mario Garibaldi             | Movimento Sociale Italiano              | 10 298  | 6,22  |  |  |  |  |  |
|                                                                                | Giovanni Borzone            | Federazione dei Verdi                   | 7 149   | 4,32  |  |  |  |  |  |
|                                                                                | Walter Lanteri              | Partito Repubblicano Italiano           | 7 021   | 4,24  |  |  |  |  |  |
|                                                                                | Carlo Ragni                 | Partito Liberale Italiano               | 5 210   | 3,15  |  |  |  |  |  |
|                                                                                | Enzo Asseretto              | Sì Referendum                           | 4 241   | 2,56  |  |  |  |  |  |
|                                                                                | Joe Sentieri                | La Lega Casalinghe-Pensionati           | 3 843   | 2,32  |  |  |  |  |  |
|                                                                                | Carla Albonico              | Partito Pensionati                      | 3 005   | 1,82  |  |  |  |  |  |
|                                                                                | Giuseppe Poggi              | Partito Socialista Democratico Italiano | 2 934   | 1,77  |  |  |  |  |  |
|                                                                                | Wilma Goich                 | Federalismo - Pensionati Uomini Vivi    | 769     | 0,46  |  |  |  |  |  |
| Totale                                                                         | Totale                      | Totale                                  | 165 508 | 100   |  |  |  |  |  |
|                                                                                |                             |                                         |         |       |  |  |  |  |  |
| Voti non validi                                                                | Voti non validi             | Voti non validi                         | 12 708  | 7,13  |  |  |  |  |  |
| Votanti                                                                        | Votanti                     | Votanti                                 | 178 216 | 85,40 |  |  |  |  |  |
| Elettori                                                                       | Elettori                    | Elettori                                | 208 691 |       |  |  |  |  |  |
|                                                                                |                             |                                         |         |       |  |  |  |  |  |
| Nota: quorum del 65% non raggiunto; ripartizione dei seggi a livello regionale |                             |                                         |         |       |  |  |  |  |  |
| Data: 5 aprile 1992                                                            |                             |                                         |         |       |  |  |  |  |  |
| Fonte: Ministero dell'interno                                                  |                             |                                         |         |       |  |  |  |  |  |